# Medvedkovo (métro de Moscou)
Medvedkovo (en russe : Медве́дково et en anglais : Medvedkovo) est une station de la ligne Kaloujsko-Rijskaïa (ligne 6 orange) du métro de Moscou, située sur le territoire du raïon Severnoïe Medvedkovo dans le district administratif nord-est de Moscou.
Elle est mise en service en 1978, lors d'un prolongement vers le nord de la ligne.
La station est ouverte tous les jours aux heures de circulation du métro. Elle est desservie par des trolleybus et des autobus.

## Situation sur le réseau
Établie en souterrain, à 10 mètres sous le niveau du sol, la station terminus Medvedkovo est située au point 0154+00 de la ligne Kaloujsko-Rijskaïa (ligne 6 orange), avant la station Babouchkinskaïa (en direction de Novoïassenevskaïa).
Terminus provisoire nord de la ligne, en direction du prolongement futur de la ligne elle dispose d'une jonction des tunnels avec deux voies de garage entre les deux voies de la ligne. En direction de Novoïassenevskaïa la ligne franchit la Iaouza par un pont couvert.

## Histoire
La station Medvedkovo est mise en service le 29 septembre 1978, lors de l'ouverture à l'exploitation du prolongement vers le nord, de 8,1 kilomètres, depuis la station VDNKh. La station est dénommée en rappel du nom du quartier.
Elle est conçue et réalisée, par les ingénieurs : T.A.Zharova, O.A.Sergeev, V.Altunin, et les architectes : N.A. Aliochina, N.K. Samoïlova et, V.S. Volovitch, à partir du modèle standard de conception des stations, peu profondes, réalisées à partir d'élément préfabriqués. Elle dispose d'un quai central sur lequel sont disposés deux alignements de vingt six piliers. La finition est composée : de marbre, rouge sur les murs et gris-jaune sur les piliers, de granit gris sur le sol avec des motifs géométriques en granit noir. Des œuvres de l'artiste M.N.Alekseev sont intégrés dans la décoration, sous forme d'éléments métalliques en acier inoxydable disposés sur les piliers et d'éléments en bronze et aluminium fixés sur les murs.

Éléments d'architecture et décoratifs de la station
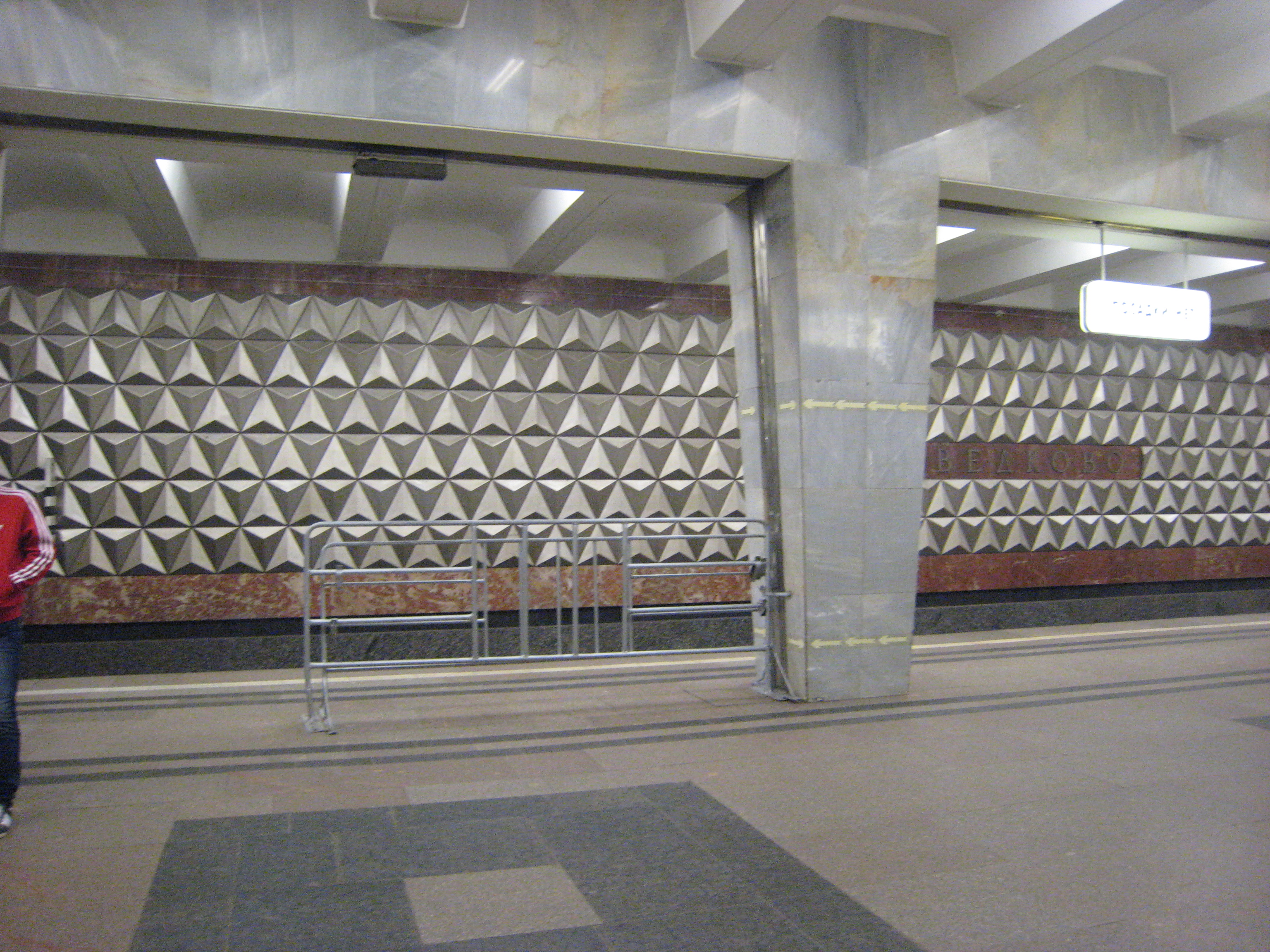
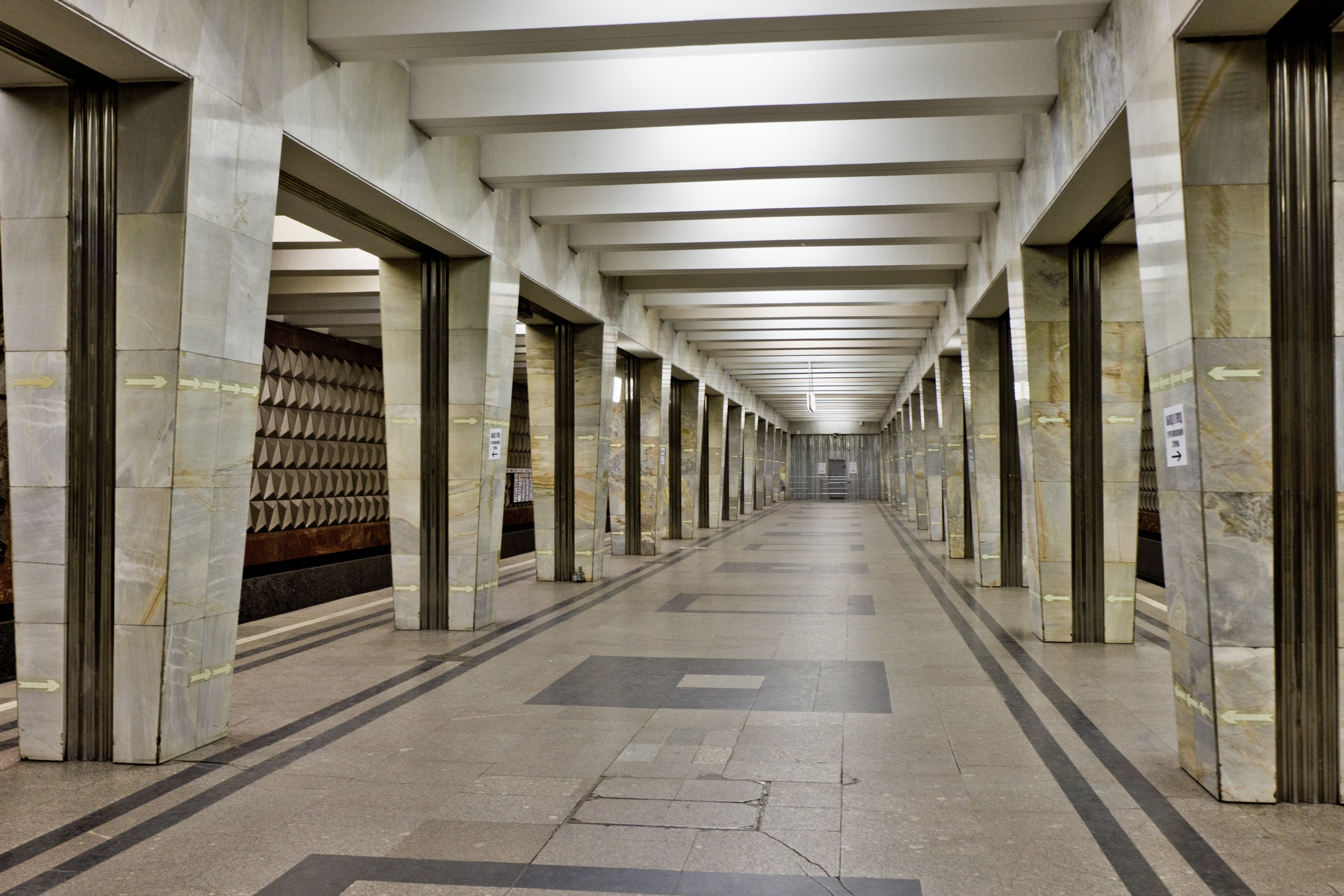

## Services aux voyageurs

### Accès et accueil
La station dispose de deux bâtiments, entrée/sortie, en surface situés au nord et au sud de la plateforme qu'il desservent. Le bâtiment nord, située à l'angle des rues Chirokaïa et Grekova, dispose de guichets, d'automates et d'escaliers mécaniques. Le bâtiment sud, située rue Grekova, dispose également de guichets et automates, mais la relation avec le quai est assurée par des escaliers traditionnels,.
| Entrée/sortie | voie          | coordonnées                  |
| ------------- | ------------- | ---------------------------- |
| Bâtiment Nord | rue Chirokaïa | 55° 53′ 17″ N, 37° 39′ 41″ E |
| Bâtiment Sud  | rue Grekova   | 55° 53′ 10″ N, 37° 39′ 40″ E |

Bâtiment nord
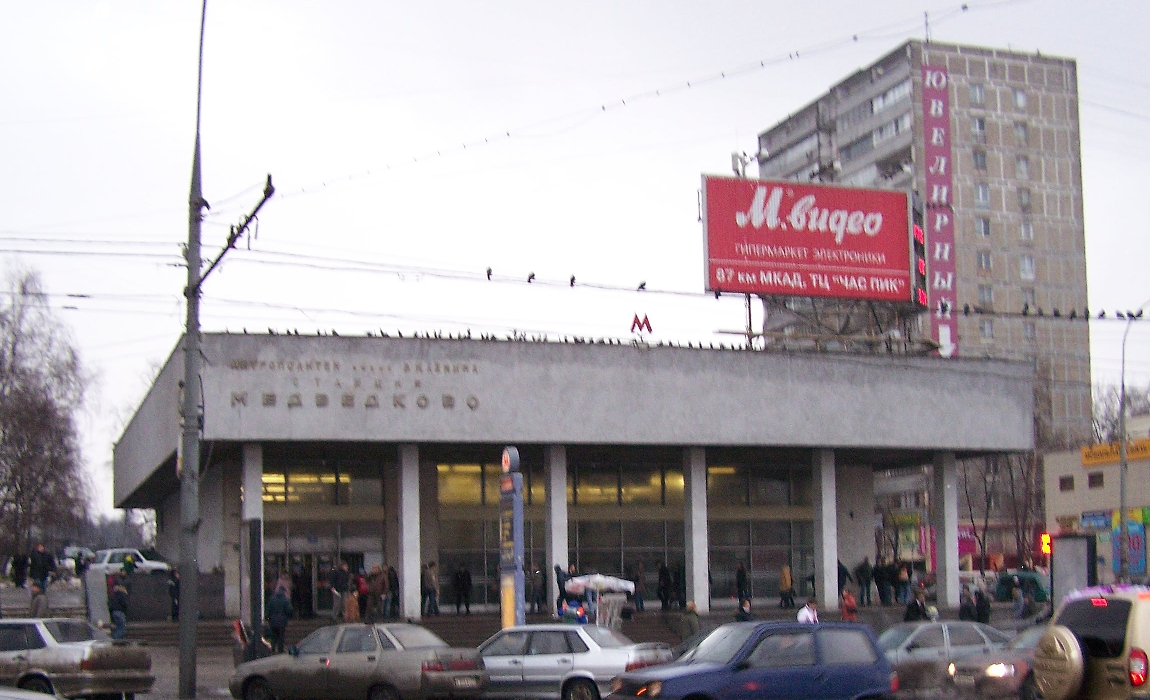
Bâtiment.
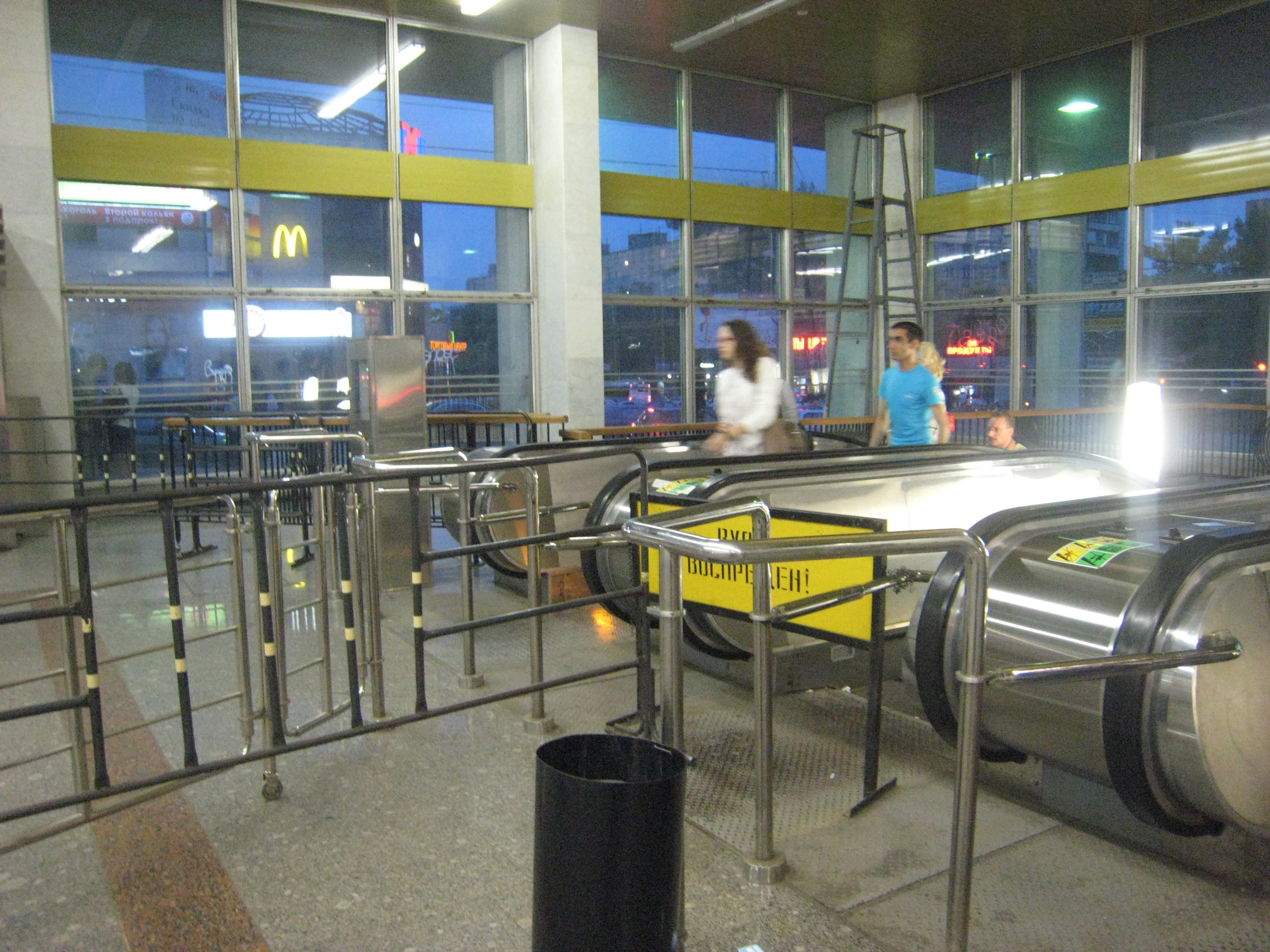
Escaliers mécaniques.
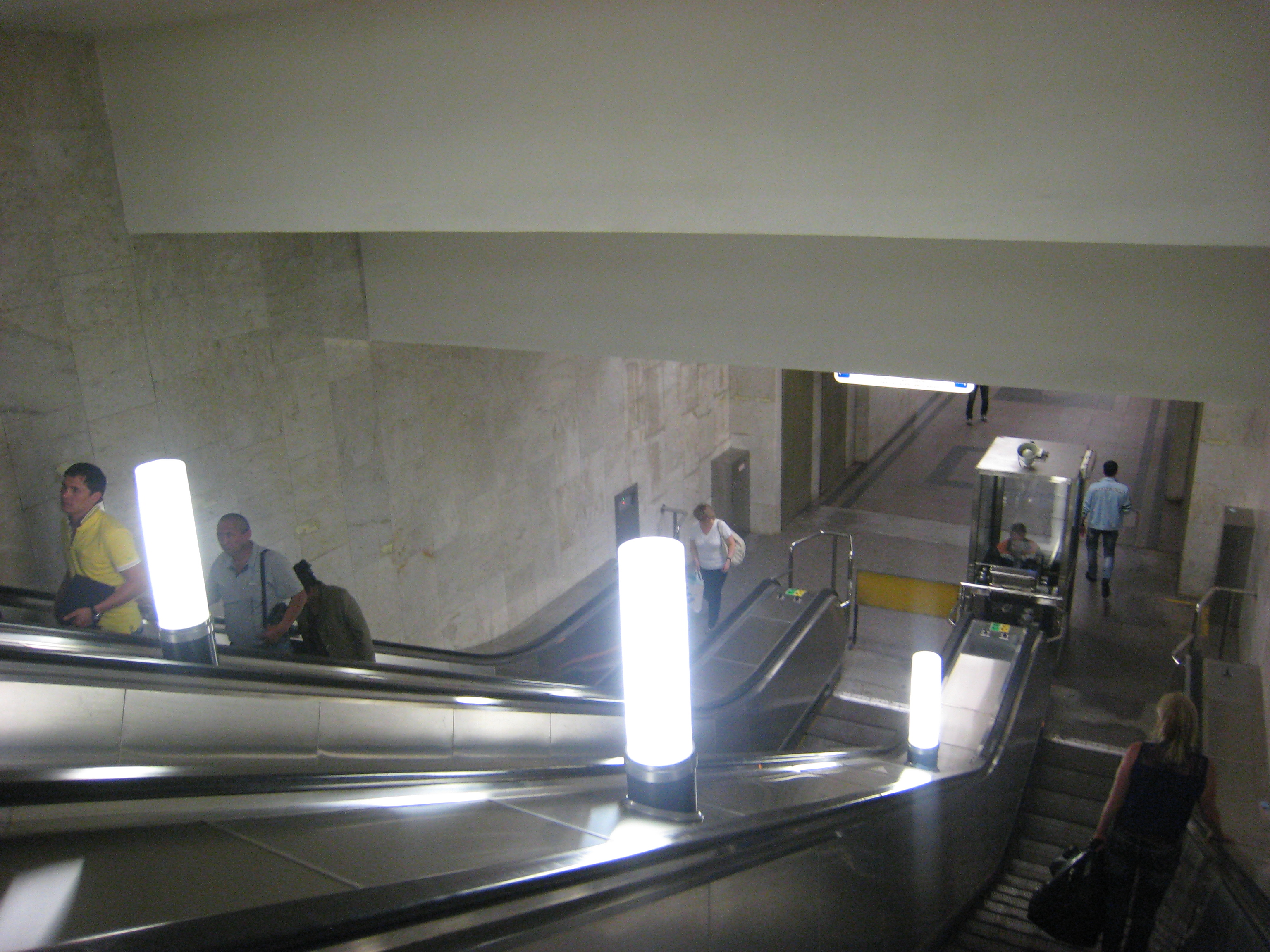
Escaliers mécaniques.

### Desserte
Medvedkovo est desservie par les rames qui circulent sur la ligne. Elle est ouverte chaque jour entre 5 h 30 et 1 h 0 (environ).

Desserte de la station
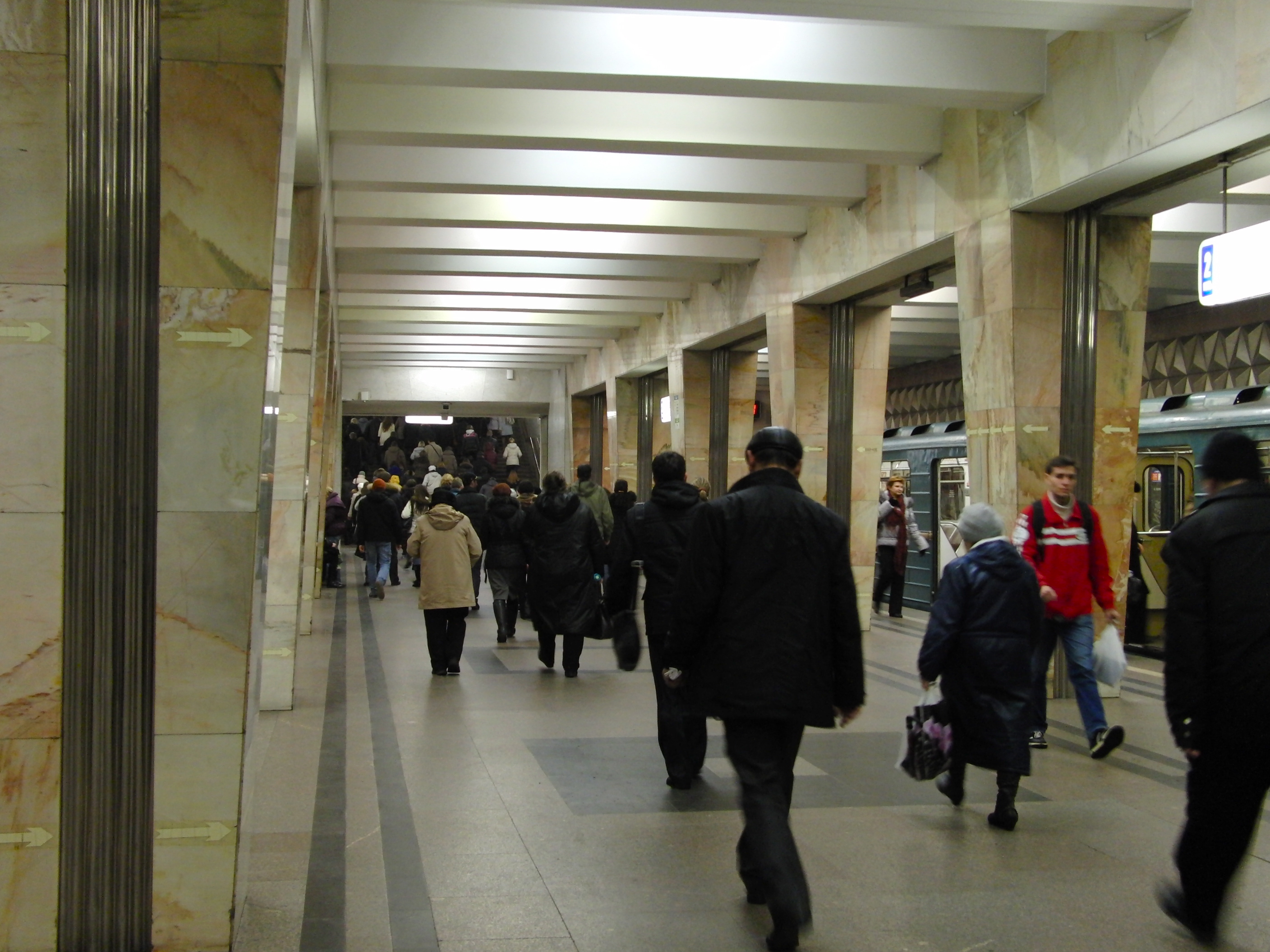
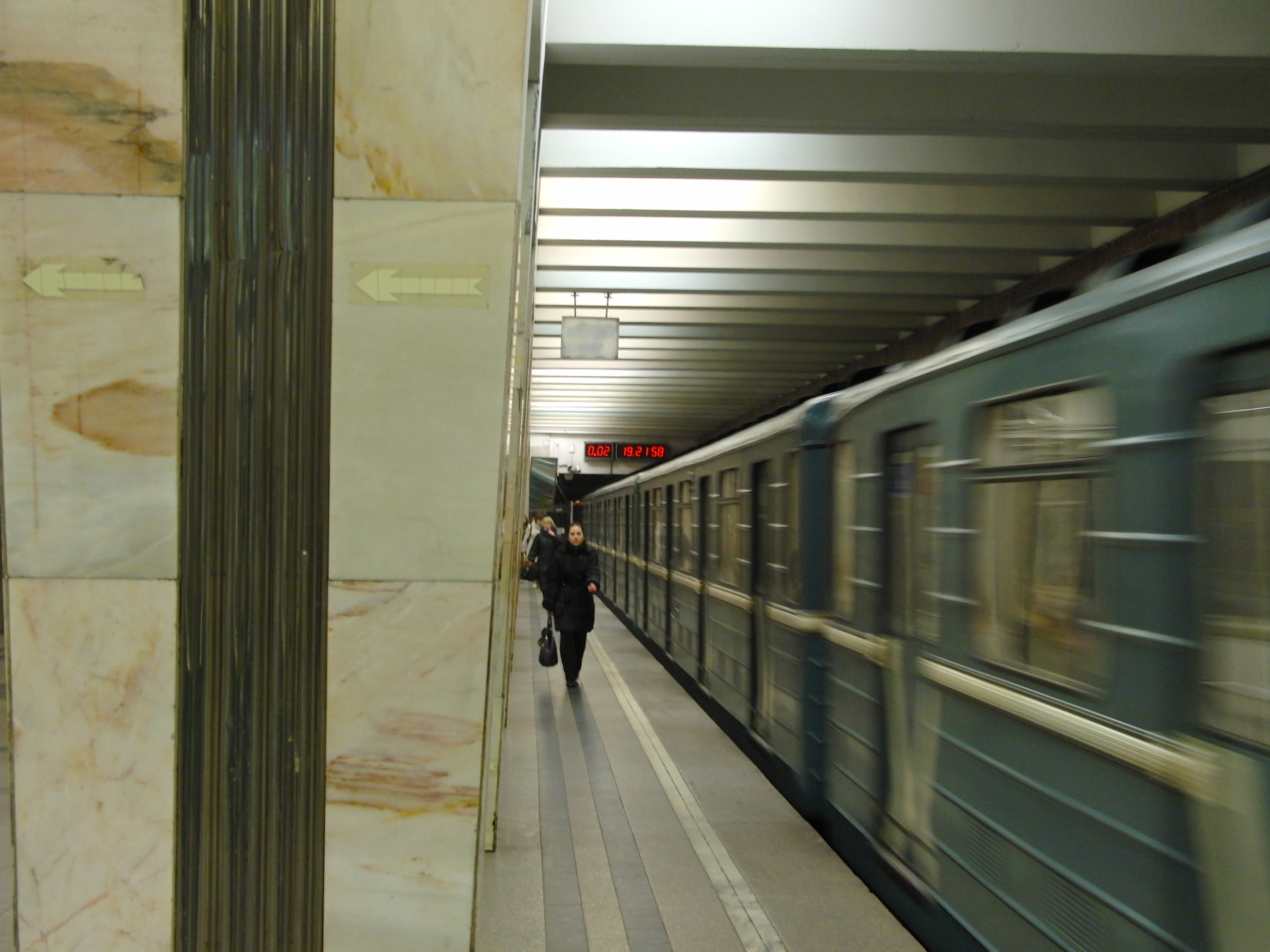

### Intermodalité
À proximité de la station des arrêts sont desservis par des trolleybus de la ligne 80, et des bus des lignes 31, 50, 71, 93, 172, 174, 278, 314, 352, 353, 412, 419, 438, 601, 606, 618, 735, 771, 774 et Н6.